# 2024年世界水泳選手権コンゴ共和国選手団
2024年世界水泳選手権コンゴ共和国選手団は、2024年2月2日から2月18日までカタールのドーハで開催された第21回世界水泳選手権のコンゴ共和国選手団、およびその競技結果。

## 選手団
- 人員: 選手 1人

## 選手名簿・結果
| 選手         | 種目          | 予選   | 予選  | 準決勝   | 準決勝   | 決勝     | 決勝     |
| 選手         | 種目          | 結果   | 順位  | 結果     | 順位     | 結果     | 順位     |
| ------------ | ------------- | ------ | ----- | -------- | -------- | -------- | -------- |
| ヤン・ドゥマ | 男子50m自由形 | 27秒87 | 107位 | 予選敗退 | 予選敗退 | 予選敗退 | 予選敗退 |